# ژرفنای امدن
ژرفنای اِمدِن (انگلیسی: Emden Deep) که به نام ژرفای گالاتیا نیز شناخته می‌شود، بخشی از درازگودال فیلیپین است که عمق آن به بیش از ۶ هزار متر (۲۰ هزار پا) در جنوب غرب اقیانوس آرام می‌رسد. عمق کلی درازگودال فیلیپین ۱۰۵۴۰ متر (۳۴۵۸۰ پا) است.

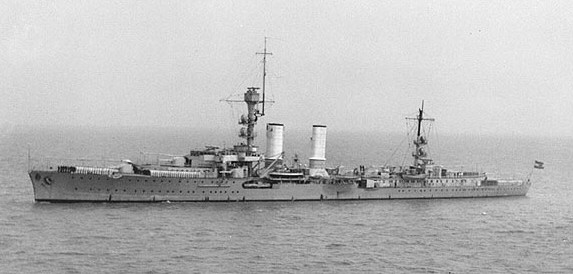
کشتی کاشف رزم‌ناو امدن (۱۹۲۵)

این مکان در سال ۱۹۲۷ برای اولین بار توسطرزم‌ناو آلمانی امدن کشف شد و در سال ۱۹۵۱ به‌طور دقیق توسط کشتی دانمارکی اچ‌ام‌اس لیت (یو۳۶) طی اکتشاف دوم گالاتیا بررسی شد که نام آن از این اکتشاف گرفته شده است. نمونه‌های زیستی جمع‌آوری‌شده در جریان اکتشاف دانمارکی برای نخستین بار نشان دادند که تنوع گسترده‌ای از ماهی‌ها، دوجورپایان، خارپوستان و باکتری‌ها نه تنها در عمیق‌ترین بخش‌های اقیانوس زنده مانده، بلکه در آنجا رشد کرده‌اند. در زمان این اکتشاف، گودال فیلیپین عمیق‌ترین نقطه شناخته‌شده اقیانوس بود.
اولین فرود سرنشین‌دار به ژرفنای امدن در ۲۳ مارس ۲۰۲۱ توسط کاوشگر آمریکایی ویکتور وسکوو و اقیانوس‌شناس فیلیپینی دئو فلورنس اوندا انجام شد. یافته‌های این اکتشاف شامل وجود مقادیر زیادی زباله در نزدیکی کف این عارضه زیرآبی بود.
گمان می‌رود که عمیق‌ترین نقطه ژرفنای امدن دارای فشاری معادل ۱۰۵۴ اتمسفر (۱۵٬۴۹۰ پوند بر اینچ مربع) باشد.